# Rómulo Gallegos (Sucre)
Pour les articles homonymes, voir Gallegos.
Rómulo Gallegos est l'une des six paroisses civiles de la municipalité de Sucre dans l'État de Zulia au Venezuela. Sa capitale est Caja Seca.